# The Twilight Saga: Breaking Dawn - Part 2
The Twilight Saga: Breaking Dawn Part 2 (Hispanoamérica: Crepúsculo La Saga: Amanecer Parte 2. España y Argentina: La Saga Crepúsculo: Amanecer - Parte 2), es una película de género fantástico y romántico, dirigida por Bill Condon y estrenada mundialmente el 16 de noviembre de 2012. Es el segundo episodio de la cuarta película (quinta y penúltima entrega de la saga) de Crepúsculo y última de la misma saga basado en la novela de Stephenie Meyer. A pesar de ser dos películas se las trató como una sola, ya que se basan en el mismo libro.
Historia protagonizada por Bella Swan, Edward Cullen y Jacob Black, interpretados por los actores Kristen Stewart, Robert Pattinson y Taylor Lautner respectivamente. En esta media entrega aparece la hija de Edward Cullen y Bella Swan: Reneesme Cullen interpretado por la actriz Mackenzie Foy. El guion fue escrito por Melissa Rosemberg, guionista de las anteriores entregas, y fue producida por Wyck Godfrey, Karen Rosenfelt y Meyer.

## Trama
Tras el nacimiento de Renesmee (Mackenzie Foy) y la transformación de Bella (Kristen Stewart) en vampiresa, ésta trata de acoplarse poco a poco a su nueva vida inmortal y aceptar el hecho de que Jacob (Taylor Lautner) se imprimase de Renesmee y que le es imposible separarse de ella. Conforme pasan los días, la familia Cullen se preocupa por el rápido crecimiento de la pequeña, temiendo que sus días lleguen a su fin de manera precipitada.
Un día mientras Bella, Renesmee y Jacob (convertido en lobo) juegan en la nieve, Irina (del clan Denali) (Maggie Grace), descubre a la niña y la confunde con una "Niña Inmortal" -una especie prohibida por las leyes vigentes en el mundo de los vampiros- y denuncia a los Cullen ante los Volturi. Alice experimenta una visión de lo que se avecina y ante esto, Jasper (Jackson Rathbone) y Alice (Ashley Greene) desaparecen y no dejan más que una nota explicando que los Volturi llegarán cuando la nieve se endurezca. Ante esta amenaza y junto con los Quileutes, los Cullen reúnen a todos los vampiros posibles para que sirvan de testigos de su inocencia. Al mismo tiempo, Bella descubre que su don es un escudo mental, lo que la hace inmune a los dones mentales de otros vampiros. Sabiendo que esto puede ayudarlos en el campo de batalla, Bella practica arduamente y logra finalmente proyectar su escudo a aquellos que quiere proteger.
Ante la inminente llegada de los Volturi, Bella ha logrado descifrar una pista que le dejó Alice antes de irse, y arregla todo para poner a salvo a su hija y a Jacob en caso de que ocurra una batalla. Finalmente, la nieve se endurece y ambos bandos se reúnen en una enorme explanada en el bosque. Carlisle le manifiesta a Aro que Renesmee no es una Niña Inmortal, pero el líder de los Volturi no queda convencido y solicita a Edward se acerque para conocer los hechos (ya que observa que Renesmee se encuentra tomada de la mano de Bella). Una vez que Aro vio en la mente de Edward, le dice que le encantaría conocer a su hija. Bella, Edward, Jacob y Emmett acompañan a la niña a ver a Aro, quien extiende su mano hacia ella para leer su mente, pero la niña ignora su mano y le toca la mejilla para mostrarle, por medio de su telepatía, que ella no es inmortal. Aro hace saber al resto que la pequeña es mitad humana, mitad vampiro. Luego, Caius manda llamar a Irina y le pregunta si esa era la niña que había visto, ella contesta con inseguridad a Caius y acepta que se equivocó. Ante esa declaración, Caius ordena la muerte de Irina debido a su error. En ese momento sus hermanas Kate (Casey Labow) y Tanya (Myanna Buring) intentan atacarlos por asesinarla, pero Zafrina (Judi Shekoni), por petición de Edward, las deja ciegas para que no cometan un error que inicie una batalla entre ambos clanes.
Jasper y Alice llegan al claro donde ella le muestra a Aro su visión acerca de lo que pasaría si entrasen en batalla (Carlisle, Jasper, Seth, Leah, morirían así como Alec, Demetri, Jane, Caius, Marco y Aro). Aro, preocupado por la inminente muerte de todo su clan, desiste del juicio, no sin antes escuchar la versión de Nahuel (JD Pardo), un híbrido (mitad humano y mitad vampiro al igual que Renesmee) de 150 años de edad proveniente del Amazonas. El relata que la niña no será un problema para la comunidad de los vampiros en el futuro, revelando también que, a los 7 años de su nacimiento se congelo su crecimiento, dando una esperanza de vida longeva a Renesmee.
Concluida la reunión y con la retirada de los Volturi, se muestra a todos felices. Los Cullen despiden a todos sus amigos y Alice tiene una visión de Renesmee y Jacob juntos en el futuro. 
En el epílogo, Edward y Bella se encuentran en el prado, escenario de tantos momentos juntos. Bella logra proyectarle a Edward, mediante su escudo, todos los momentos felices que han vivido desde que se conocieron, sabiendo que están a salvo y teniendo el resto de su vida para vivir felices para siempre.

## Muertes más importantes de la visión de Alice
1. Carlisle: Aro le arranca la cabeza tras intentar salvar a Alice.
2. Jasper: Jane lo incapacita, Félix le sujeta y Demetri lo decapita.
3. Alec: Emmett le arranca la cabeza con el pie, tras atacar a Bella.
4. Seth: Jane le incapacita y Felix lo aplasta hasta matarlo.
5. Leah: Cae al precipicio al salvar a Esmee.
6. Demetri: Edward le arranca la cabeza después de hacerle creer que lo había matado al arrojarlo al precipicio.
7. Jane: Alice la atrapa y se la entrega a Sam, vengando a Jasper y a Seth.
8. Caius: Garrett lo golpea con una patada, Kate lo electrocuta y Tanya le arranca la cabeza para vengar la muerte de irina.
9. Marcus: Es desmembrado entre Vladimir y Stefan.
10. Aro: Bella y Edward le arrancan la cabeza y lo queman.

## Producción
Las negociaciones para realizar la película de Amanecer comenzaron después de que Summit Entertainment diera luz verde a la segunda y tercera adaptación de la franquicia, y programara que las dos películas fueran estrenadas con seis meses de diferencia. Wyck Godfrey, productor de las anteriores películas de la saga, afirmó a mediados de 2009 que tenían la firme intención de realizar la versión cinematográfica de Amanecer, pero Stephenie Meyer, autora de la colección, explicó en las FAQs del sitio web de Amanecer que si se creara una adaptación, tendría que ser dividida en dos películas por la longitud del libro, afirmando que habría acortado el libro si le hubiera sido posible.
Meyer también creyó que sería imposible hacer una película debido a Renesmee, afirmando que una actriz no podría interpretarla porque es un bebé con completa conciencia, afirmando que "la única cosa que no he visto nunca es un humano generado por ordenador que parezca verdaderamente real"; sin embargo, admitió que la película podría ser posible dado el rápido avance de las tecnologías. Por otro lado, debido a la naturaleza madura y explícita del libro de Amanecer, los fanes y la crítica cuestionaron si el estudio cinematográfico sería capaz de mantener la calificación PG-13 (no recomendada para menores de 13 años), señalando que la película no debería ser clasificada "R" (prohibida a menores de 17 años sin acompañante mayor de 21 años en Estados Unidos) para los cada vez más numerosos seguidores. En marzo de 2010, la revista Variety informó de que Summit Entertainment estaba considerando dividir el libro de más de 700 páginas en dos películas, siguiendo la línea de Harry Potter y las Reliquias de la Muerte, de Warner Bros.. El hecho de que los contratos de Kristen Stewart, Robert Pattinson y Taylor Lautner fueran inicialmente para sólo cuatro películas hizo que se cuestionara la posibilidad de dividir la película. El productor Wyck Godfrey afirmó que los tres principales miembros del reparto habían firmado una película de Amanecer.
El 28 de abril de 2010, Summit anunció que Bill Condon, director de Dreamgirls, dirigiría Amanecer, siendo los productores Wyck Godfrey, Karen Rosenfelt y la autora de la saga, Stephenie Meyer. "Estoy muy entusiasmado de tener la oportunidad de llevar el clímax de esta saga a la gran pantalla. Como saben los seguidores de la colección, este es un libro único y esperamos crear una experiencia cinematográfica también única", declaró Bill Condon. Sin embargo, debido a que si se adaptaba textualmente la trama del libro resultaría poco beneficioso económicamente para la película, se decidió que se alteraría el final para que fuera más emocionante y atrajera más público.
En junio de 2010, Summit confirmó de manera oficial que en noviembre comenzaría a grabarse una adaptación de dos partes del cuarto libro. La fecha del 18 de noviembre de 2011 fue anunciada para la primera parte, mientras que la fecha de estreno de la segunda parte, a pesar de los rumores que la situaban en el verano siguiente, está siendo negociada. En junio de 2010, Melissa Rosenberg afirmó en una entrevista que la decisión acerca de dónde dividir la película no había sido decidida aún, dado que los guiones aún se encontraban en su fase inicial. "Creo que es cuestión de Bella siendo humana y Bella siendo vampiro", dijo, apuntando hacia un potencial punto de división. Afirmó que Bill Condon estaría probablemente en desacuerdo con la afirmación, explicando que la decisión corresponde a él en último término. La saga Crepúsculo motivó también la incursión de Rosenberg en el lanzamiento de una productora enfocada a las mujeres, Producciones Tall Girls: "Los estamentos de [la productora], si hubiera alguno, serían crear algunos papeles fuertes para la mujer... la mujer Batman, la mujer Tony Soprano." Rosenberg explicó que, a pesar de la cantidad de horas de duro trabajo que la aguardaban, era lo que quería hacer.

### Grabación
Para controlar el presupuesto de ambas partes de Amanecer, que sería sustancialmente mayor que en las entregas previas de la saga, a principios de 2010 se negoció llevar a cabo la grabación en el estado de Luisiana, la cual conllevaría una mayor desgravación fiscal, de la que podría beneficiarse una productora de perfil bajo como Summit Entertainment. Summit anunció en un comunicado de prensa el 9 de julio de 2010 que la grabación tendría lugar en Baton Rouge (Luisiana) y Vancouver a partir de otoño de 2010 y el año siguiente. Ambas partes se filmarán seguidas como un solo proyecto. La película intentará mantener la calificación PG-13 (no recomendada para menores de 13 años), dado que no se mostrará ninguna de las escenas truculentas de la novela. algo que llama mucho la atención en esta película es que Alice tiene visiones de los hombres lobo en la lucha contra los Vulturi y en la visión de Jacob con Reneesme.
La grabación comenzó oficialmente el 1 de noviembre de 2010 y terminó en abril de 2011. Las primeras escenas fueron producidas en Brasil, con localizaciones en Río de Janeiro y Parati.

## Reparto

### Los Swan
- Billy Burke como Charlie Swan, padre de Bella, abuelo de Renesmee y suegro de Edward.
- Sarah Clarke como Renee Dwyer, madre de Bella, abuela de Reneesme y suegra de Edward.

### Los Cullen
- Kristen Stewart como Bella Cullen, vampiresa (neófita) esposa de Edward, madre de Reneesme. Tiene el don de crear un escudo con el que protege su mente y a quien quiera de dones mentales.
- Robert Pattinson, como Edward Cullen, esposo de Bella y padre de Renesmee. Tiene el don de leer mentes a excepción de Bella.
- Peter Facinelli como Carlisle Cullen, médico del hospital de Forks, figura paterna de los Cullen y abuelo de Reneesme.
- Elizabeth Reaser como Esme Cullen, es la esposa de Carlisle y figura materna de los Cullen y abuela de Reneesme
- Nikki Reed como Rosalie Hale, vampiresa de gran belleza física, compañera de Emmett, no posee ningún don, pero tiene la habilidad de cazar sin dejar rastro.
- Ashley Greene como Alice Cullen, vampiresa y mejor amiga de Bella, compañera de Jasper, que tiene el don de ver el futuro.
- Jackson Rathbone como Jasper Hale, miembro de los Cullen, compañero de Alice, que puede sentir y manipular las emociones.
- Kellan Lutz como Emmett Cullen, compañero de Rosalie, posee gran fuerza física.
- Mackenzie Foy (niña) como Renesmee Cullen, hija de Bella y Edward. Tiene el don de transmitir sus pensamientos por medio del tacto.

### Tribu de lobos
- Taylor Lautner como Jacob Black, mejor amigo de Bella y antiguo sumiso a la manada de Sam Uley. Ahora es líder de su propia manada de lobos, imprimado de Renesmee. Ayuda a los Cullen a luchar contra los Volturis.
- Chaske Spencer como Sam Uley, líder de la manada de lobos que protegen a los humanos de los vampiros depredadores.
- Bronson Pelletier como Jared Cameron, miembro de la manada de lobos.
- Alex Meraz como Paul Lahote, miembro de la manada de lobos.
- Kiowa Gordon como Embry Call, uno de los mejores amigos de Jacob y miembro de la manada de lobos.
- Tyson Houseman como Quil Ateara, uno de los mejores amigos de Jacob y miembro de la manada de lobos.
- Julia Jones como Leah Clearwater, la única mujer lobo, miembro de la manada de Jacob y exnovia de Sam Uley
- Boo Boo Stewart como Seth Clearwater, el hermano menor de Leah y miembro de la manada de Jacob.
- Tinsel Korey como Emily Young, prometida de Sam Uley.
- Gil Birmingham como Billy Black, padre de Jacob y anciano Quileute.
- Alex Rice como Sue Clearwater, madre de Leah y Seth Clearwater. Luego se convierte en la novia de Charlie.

### Los Vulturi
- Michael Sheen como Aro, vampiro líder y portavoz de los Vulturi, desea a Alice entre su guardia y le invita a formar parte de su clan, es capaz de leer la mente mediante el contacto físico.
- Jamie Campbell Bower como Caius, vampiro líder del clan. Extremadamente cruel. Desea guerra con los Cullen.

- Christopher Heyerdahl como Marcus, vampiro líder del clan, posee la capacidad de detectar lazos afectivos.
- Dakota Fanning como Jane, vampiresa de alto rango en el clan que tiene la capacidad de inducir un dolor paralizante en las mentes de otras personas. Hermana gemela de Alec.
- Cameron Bright como Alec, vampiro de alto rango en el clan, que posee la capacidad de bloquear los 5 sentidos usando un vapor negro que sale de sus manos. Es el hermano gemelo de Jane. Él es el arma secreta de los Volturi y el miembro más peligroso.
- Charlie Bewley como Demetri, vampiro miembro de la guardia, tiene la capacidad de rastrear a las personas a través de la esencia de sus mentes. Nadie ha sido capaz de esconderse de su detección.
- Daniel Cudmore como Félix, vampiro miembro de la guardia. Posee unas capacidades físicas muy poderosas.

### Clan de Denali
- Mia Maestro como Carmen, una vampiresa procedente de España, es compañera de Eleazar.
- Christian Camargo como Eleazar, exmiembro de la guardia Vulturi, es capaz de averiguar los dones de los demás vampiros o humanos, es el compañero de Carmen y al igual que ella es español.
- Casey LaBow como Kate, hermana de Irina y Tanya. Posee el mismo poder que Jane, pero mediante contacto físico (a través de unas descargas eléctricas). Tras el enfrentamiento con los Volturis, se hace compañera de Garret.
- Maggie Grace como Irina, hermana de Kate y Tanya. Era la compañera de Laurent y acusa a Renesmee de ser una niña inmortal. Es asesinada por los Volturis por haber juzgado y acusado a los Cullen erróneamente.
- MyAnna Buring como Tanya, vampiresa que anteriormente sintió algo por Edward. Es hermana de Irina y Kate.

### Clan de las Amazonas
- Tracey Heggins como Senna, vampiresa proveniente del Amazonas.
- Judi Shekoni como Zafrina, vampiresa proveniente del Amazonas, capaz de crear ilusiones ópticas y cegar a los demas.

### Clan Egipcio
- Rami Malek como Benjamin, vampiro con la habilidad de manipular los cuatro elementos, compañero de Tia.
- Omar Metwally como Amun, el líder del clan, compañero de Kebi.
- Andrea Gabriel como Kebi, compañera de Amun.
- Angela Sarafyan como Tía, compañera de Benjamin.

### Clan Irlandés
- Marlane Barnes como Maggie, vampiresa con el don de saber cuando alguien le miente.
- Lisa Howard como Siobhan, líder del clan y compañera de Liam. Posee el don de convertir sus objetivos en realidad.
- Patrick Brennan como Liam, compañero de Siobhan.

### Clan Rumano
- Noel Fisher como Vladimir, se une a la lucha porque busca venganza porque hace 15 siglos los vulturis decidieron acabar con su imperio. A causa de esto el y Stefan buscan una venganza a toda costa. No le importa la causa de los Cullen
- Guri Weinberg como Stefan. Al igual que Vladimir no está interesado en conversar con los Volturi, tampoco les importa los Cullen, solo quiere venganza.

### Nómadas Americanos
- Lee Pace como Garret. En su misión por ayudar a Carlisle establece lazos con Kate y antes de la decisión de Aro, él le promete a Kate que si sobreviven la seguirá a donde quiera.
- Toni Trucks como Mary.
- Bill Tangradi como Randall.
- Erik Odom como Peter. Es un buen amigo de Jasper y compañero de Charlotte.
- Valorie Curry como Charlotte. Es compañera de Peter.

### Nómadas Europeos
- Joe Anderson como Alistair, posee el don de una capacidad de seguimiento única que le permite realizar un seguimiento a una distancia mayor que la mayoría de los vampiros pueden. Acude a la llamada de Carlisle, pero finalmente termina abandonando a los Cullen.

### Nómadas Sudamericanos
- Marisa Quinn como Huilen, vampiresa. Tía de Nahuel. Era la hermana de la madre de éste que murió dándole a luz.
- JD Pardo como Nahuel, al igual que Reneesme es mitad vampiro mitad humano. Es encontrado por Alice y Jasper y llevado ante Aro como muestra de que los "híbridos" no presentan ningún peligro.

## Premios

### Premios People's Choice
| Año  | Categoría                        | Película   | Resultado |
| ---- | -------------------------------- | ---------- | --------- |
| 2013 | Seguidores favoritos de película | Crepúsculo | Ganadora  |

### Teen Choice Awards
| Año  | Categoría                          | Receptor                         | Resultado |
| ---- | ---------------------------------- | -------------------------------- | --------- |
| 2013 | Romance                            | Romance                          | Ganadora  |
| 2013 | Actor de Romance                   | Robert Pattinson                 | Ganador   |
| 2013 | Actriz de Romance                  | Kristen Stewart                  | Ganadora  |
| 2013 | Ciencia Ficción/Fantasía           | Ciencia Ficción/Fantasía         | Ganadora  |
| 2013 | Actor de Ciencia Ficción/Fantasía  | Taylor Lautner                   | Ganador   |
| 2013 | Actor de Ciencia Ficción/Fantasía  | Robert Pattinson                 | Ganador   |
| 2013 | Actriz de Ciencia Ficción/Fantasía | Kristen Stewart                  | Ganadora  |
| 2013 | Ladrón de Escena                   | Kellan Lutz                      | Ganadora  |
| 2013 | Beso                               | Robert Pattinson Kristen Stewart | Ganadores |

### Premios Razzies
| Año  | Categoría              | Receptor                         | Resultado |
| ---- | ---------------------- | -------------------------------- | --------- |
| 2013 | Peor película          | Peor película                    | Ganadora  |
| 2013 | Peor director          | Bill Condon                      | Ganador   |
| 2013 | Peor actriz            | Kristen Stewart                  | Ganadora  |
| 2013 | Peor actor             | Robert Pattinson                 | Nominado  |
| 2013 | Peor actriz de Reparto | Ashley Greene                    | Nominada  |
| 2013 | Peor actor de Reparto  | Taylor Lautner                   | Ganador   |
| 2013 | Peor reparto           | Peor reparto                     | Ganadores |
| 2013 | Peor guion             | Peor guion                       | Nominada  |
| 2013 | Peor remake o secuela  | Peor remake o secuela            | Ganadora  |
| 2013 | Peor pareja            | Taylor Lautner Mackenzie Foy     | Ganadores |
| 2013 | Peor pareja            | Robert Pattinson Kristen Stewart | Nominados |

## Promoción
El 12 de julio de 2012 se llevó a cabo Comic Con, el cual sería el último Comic-Con con el elenco de Crepúsculo. En este evento asistieron Robert Pattinson, Kristen Stewart, Taylor Lautner y Mackenzie Foy así como Stephenie Meyer. También tuvo la participación de la Familia Cullen: Peter Facinelli, Elizabeth Reaser, Kellan Lutz, Nikki Reed, Ashley Greene y Jackson Rathbone.
En el evento que se llevó a cabo en el Panel H se presentaron dos videoclips uno de duración de 7 minutos y el otro no hay información pues los vídeos se presentaron exclusivamente para el Comic-Con.
Además se dieron a conocer 23 nuevas fotos promocionales de cada vampiro que saldrá en la película.

## Recepción
La película recibió críticas negativas a mixtas, aunque las críticas eran mucho más favorables que las de su predecesora. En Rotten Tomatoes la película actualmente tiene una calificación de 48%, basada en 178 críticas llegando a la siguiente conclusión: "Es el mejor episodio en la saga de Crepúsculo, pero no vale la pena ser visto por espectadores que aún no cuentan entre los fanáticos de la saga. Aun así recibió reacciones generalmente positivas de la audiencia de Rotten Tomatoes obetiendo un porcentaje de 70% En Metacritic tiene una calificación de 52 de un 100, lo que significa críticas generalmente mixtas a negativas. IMDb le otorga un 4.9 de un posible 10.